# Grand Prix Stanów Zjednoczonych 1973

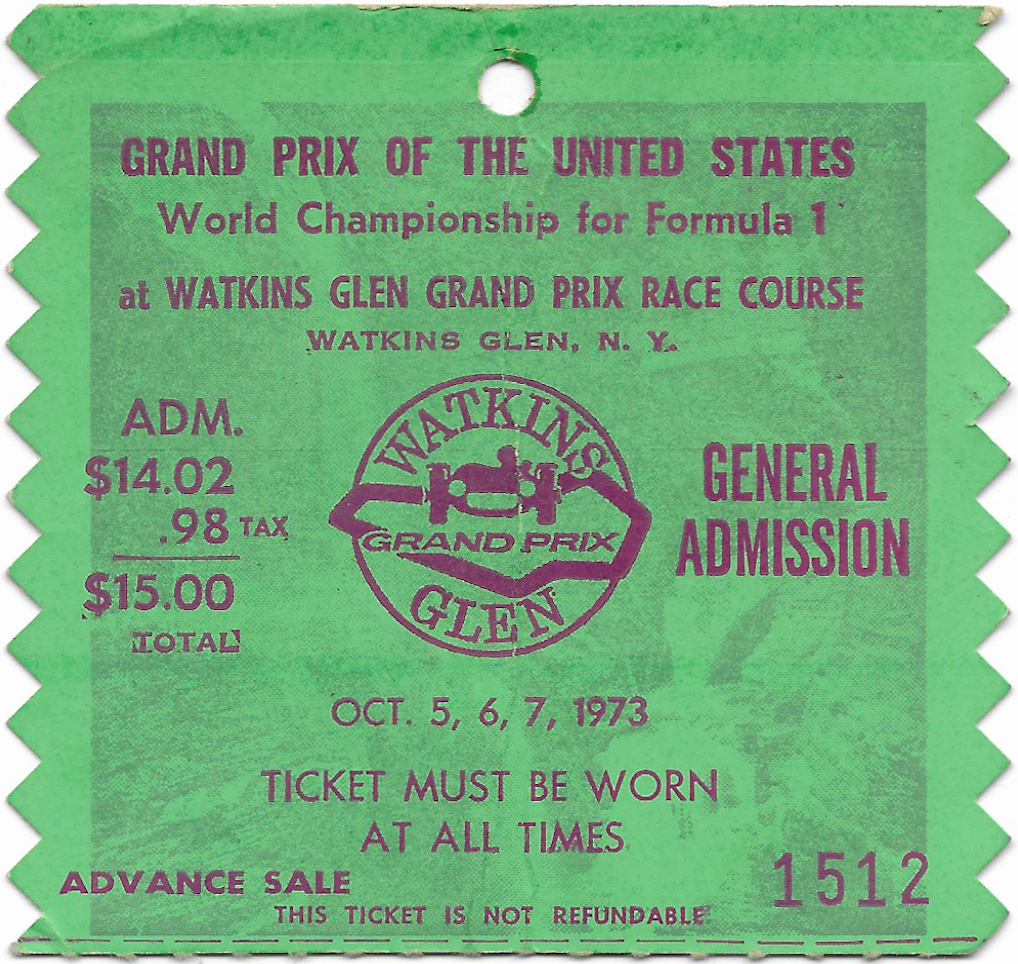
Bilet na Grand Prix Stanów Zjednoczonych 1973

Grand Prix Stanów Zjednoczonych 1973 (oryg. United States Grand Prix) – ostatnia runda Mistrzostw Świata Formuły 1 w sezonie 1973, która odbyła się 7 października 1973, po raz 13. na torze Watkins Glen.
Było to 16. Grand Prix Stanów Zjednoczonych i jednocześnie 15. zaliczane do Mistrzostw Świata Formuły 1.

## Klasyfikacja
| Legenda oznaczeń w tabelach wyników Wyświetl szablon na nowej stronie | Legenda oznaczeń w tabelach wyników Wyświetl szablon na nowej stronie                                                                     |
| Oznaczenie                                                            | Wyjaśnienie |
| --------------------------------------------------------------------- | --- |
| Złoty                                                                 | Zwycięzca lub mistrzostwo |
| Srebrny                                                               | 2. miejsce lub wicemistrzostwo |
| Brązowy                                                               | 3. miejsce lub II wicemistrzostwo |
| Zielony                                                               | Ukończył, punktował (w klasyfikacji generalnej, gdy zdobył co najmniej jeden punkt na przestrzeni sezonu, poza trzema powyższymi opcjami) |
| Niebieski                                                             | Ukończył, nie punktował (w klasyfikacji generalnej, gdy nie zdobył co najmniej jednego punktu na przestrzeni sezonu)                      |
| Czerwony                                                              | Nie zakwalifikował się (NZ) |
| Czerwony                                                              | Nie prekwalifikował się (NPK) |
| Różowy                                                                | Nie ukończył (NU) |
| Różowy                                                                | Niesklasyfikowany (NS) (w klasyfikacji generalnej, gdy nie został sklasyfikowany w żadnym wyścigu sezonu)                                 |
| Czarny                                                                | Zdyskwalifikowany (DK) |
| Czarny                                                                | Wykluczony (WYK/EX) |
| Biały                                                                 | Nie wystartował (NW) |
| Biały                                                                 | Kontuzjowany (K/INJ) |
| Biały                                                                 | Wyścig odwołany (OD/C) |
| Bez koloru                                                            | Został wycofany (WYC/WD) |
| Bez koloru                                                            | Nie przybył (NP/DNA) |
| Bez koloru                                                            | Nie brał udziału w treningach (NT/DNP) |
| Bez koloru                                                            | Nie został zgłoszony (–) |
| Pogrubienie                                                           | Start z pole position |
| Kursywa                                                               | Najszybsze okrążenie wyścigu |
| †                                                                     | Nie ukończył, ale jego rezultat został zaliczony ze względu na przejechanie więcej niż 90% dystansu wyścigu.                              |
| *                                                                     | Sezon w trakcie |
| 1/2/3                                                                 | Punktowana pozycja w sprincie |
| Lista systemów punktacji Formuły 1                                    | |

| Poz. | Nr. | Kierowca             | Konstruktor       | Okrążeń | Czas/powód NU      | Poz. start. | Punktów |
| ---- | --- | -------------------- | ----------------- | ------- | ------------------ | ----------- | ------- |
| 1    | 2   | Ronnie Peterson      | Lotus-Ford        | 59      | 1:41:15.779        | 1           | 9       |
| 2    | 27  | James Hunt           | March-Ford        | 59      | + 0.668 s          | 4           | 6       |
| 3    | 10  | Carlos Reutemann     | Brabham-Ford      | 59      | + 22.93 s          | 2           | 4       |
| 4    | 7   | Denny Hulme          | McLaren-Ford      | 59      | + 50.226 s         | 8           | 3       |
| 5    | 8   | Peter Revson         | McLaren-Ford      | 59      | + 1:20.367         | 7           | 2       |
| 6    | 1   | Emerson Fittipaldi   | Lotus-Ford        | 59      | + 1:47.945         | 3           | 1       |
| 7    | 26  | Jacky Ickx           | Iso Marlboro-Ford | 58      | + 1 okrążenie      | 23          |         |
| 8    | 19  | Clay Regazzoni       | BRM               | 58      | + 1 okrążenie      | 15          |         |
| 9    | 20  | Jean-Pierre Beltoise | BRM               | 58      | + 1 okrążenie      | 14          |         |
| 10   | 15  | Mike Beuttler        | March-Ford        | 58      | + 1 okrążenie      | 26          |         |
| 11   | 18  | Jean-Pierre Jarier   | March-Ford        | 57      | Wypadek            | 17          |         |
| 12   | 25  | Howden Ganley        | Iso Marlboro-Ford | 57      | + 2 okrążenia      | 19          |         |
| 13   | 12  | Graham Hill          | Shadow-Ford       | 57      | + 2 okrążenia      | 18          |         |
| 14   | 16  | George Follmer       | Shadow-Ford       | 57      | + 2 okrążenia      | 20          |         |
| 15   | 17  | Jackie Oliver        | Shadow-Ford       | 55      | + 4 okrążenia      | 22          |         |
| 16   | 4   | Arturo Merzario      | Ferrari           | 55      | + 4 okrążenia      | 11          |         |
| NS   | 11  | Wilson Fittipaldi    | Brabham-Ford      | 52      | Nie sklasyfikowany | 25          |         |
| NU   | 0   | Jody Scheckter       | McLaren-Ford      | 39      | Zawieszenie        | 10          |         |
| NU   | 30  | Jochen Mass          | Surtees-Ford      | 35      | Silnik             | 16          |         |
| NU   | 21  | Niki Lauda           | BRM               | 35      | Pompa paliwa       | 21          |         |
| NU   | 23  | Mike Hailwood        | Surtees-Ford      | 34      | Zawieszenie        | 6           |         |
| NU   | 24  | Carlos Pace          | Surtees-Ford      | 32      | Zawieszenie        | 9           |         |
| NU   | 9   | John Watson          | Brabham-Ford      | 7       | Silnik             | 24          |         |
| DK   | 31  | Brian Redman         | Shadow-Ford       | 5       | Dyskwalifikacja    | 13          |         |
| NU   | 28  | Rikky von Opel       | Ensign-Ford       | 0       | Przepustnica       | 27          |         |
| WD   | 5   | Jackie Stewart       | Tyrrell-Ford      | 0       | Wycofany           | 5           |         |
| WD   | 29  | Chris Amon           | Tyrrell-Ford      | 0       | Wycofany           | 12          |         |
| NW   | 6   | François Cevert      | Tyrrell-Ford      |         | Śmiertelny wypadek |             |         |